# Cantharis pellucida
Cantharis (Cantharis) pellucida, auch als Rotschwarzer Weichkäfer bekannt, ist ein Käfer aus der Familie der Weichkäfer (Cantharidae).

## Merkmale
Die Käfer werden 9 bis 13,5 Millimeter lang. Hinterkopf und Flügeldecken sind grauschwarz gefärbt. Der Halsschild ist rotgelb. Vorderkopf und Beine sind ebenfalls rotgelb gefärbt, die Schienen (Tibia) und Tarsen der Vorderbeine sind ebenfalls meistens rotgelb gefärbt. Die Mittelschienen und mittleren Tarsen sowie die Hinterschienen und hinteren Tarsen sind meistens dunkel gefärbt. Die hinteren Schenkel (Femora) sind in seltenen Fällen dunkel gefärbt. Die Fühler sind an der Basis rotgelb gefärbt, ansonsten schwarz.

## Verbreitung
Cantharis pellucida ist in Europa weit verbreitet. Die Art ist in Mitteleuropa häufig.

## Lebensweise
Man findet die Käfer an Waldrändern und auf Wiesen. Die Käfer findet man häufig an Doldenblütlern und Weißdornen. Sie fliegen von Anfang Mai bis Juli. Käfer und Larven ernähren sich räuberisch von kleinen Insekten und Larven sowie von toten Insekten. Die Käfer nehmen zusätzlich noch Pflanzennektar auf.

## Taxonomie
In der Literatur finden sich folgende Synonyme:
- Cantharis baudii Fiori, 1914
- Cantharis cantiata Stephens, 1830
- Cantharis croissandeaui Pic, 1927
- Cantharis dietzi Roelofs, 1946
- Cantharis mirabilis Dalla Torre, 1880
- Cantharis obscuripes Everts, 1921
- Cantharis rauterbergi Reitter, 1893